# بحيرة تيانتشى
بحيرة تيانتشى (بالصينية: 天池) ومعناها البحيرة السماوية في اللغة الصينية هي بحيرة طبيعية تقع بين سلسلة جبال تيان شان وسط منطقة شينجيانغ وتبعد عن مدينة اورومتشى بمائة كيلومتر.
بحيرة تيانتشى ومعناها البحيرة السماوية في اللغة الصينية هي بحيرة طبيعية تقع بين سلسلة جبال تيان شان وسط منطقة شينجيانغ وتبعد عن مدينة اورومتشى حاضرة منطقة شينجيانغ بمائة كيلومتر.
- يبلغ ارتفاع بحيرة تيانتشى عن سطح البحر ألفى متر، وتحيطها سلسلة من الجبال وتبدو كلؤلؤة مضيئة على قمة وانفنغ شرقى جبال تيانشان، وتزيدها جمالا على جمال قمم الجبال المغطاة بالثلوج والمحيطة بها. وفي اعماق الجبال بحيرة صغيرة مستديرة تبلغ مساحتها عشرات الامتار المربعة، وتعرف باسم «بحيرة تيانتشى الصغيرة» تكون صافية هادئة، إذا كان الجو معتدلا ومياهها غير متجمدة، بها شلالات معلقة بجانبها يبلغ ارتفاعها عشرات الامتار. وفي الشتاء البارد، تتجمد مياهها، فتبدو البحيرة مثل بلورة شفافة ضخفة.
- في الشتاء، تكون جابة للزوار حيث تتميز بالجبال المغطاة بالثلوج والهواء النقى والسماء الزرقاء وللتزلج على الجليد عندما تتجمد مياه البحيرة، تتميز بحيرة تيانتشى في الصيف بصفاء مياهها وتكاثر الزهور البرية المنتشرة حولها ونضارة الاشجارة الخضراء بالقرب منها، اما في الشتاء فتغطى الثلوج البيضاء الجبال المحيطة بها، ويقام فيها معرض للمنحوتات الجليدية.

وغالبا ما يزورها هواة التصوير في كافة فصول السنة، حيث ينتهزون كل فرصة لتصوير هذه المنطقة الجميلة، وأيضا تم تصوير بعض الافلام والمسلسلات التلفزيونية في مناطق البحيرة 0
- تعرف الجبال المحيطة ببحيرة تيانتشى بفردوس الحيوانات والنباتات، حيث تتكاثر الحيوانات والنباتات النادرة وتتواجد في المراعى عند سفوح الجبال قطعان من الابقار والاغنام، وتحلق فوق مياه البحيرة أسراب من الطيور المائية.

يسكن قرب مراعى جبل تيانشان رحل من قومية الكازاخ.

## وصلات خارجية
- http://www.farwestchina.com/2014/05/travelers-guide-xinjiangs-heavenly-lake.html
- http://china.org.cn/english/environment/181476.htm
- http://www.chinadaily.com.cn/bizchina/2006-09/18/content_691034.htm